# 88 Leonis
88 Leonis es un gran sistema estelar binario en la constelación de Leo. El sistema está cerca del límite inferior de visibilidad a simple vista con una magnitud visual aparente de 6,27. Está localizado a una distancia de 77 años luz del Sol basado en paralaje, pero se acerca con una velocidad radial de -4,8 km/s. Tiene un movimiento propio relativamente alto, atravesando la esfera celeste a una velocidad de 0,379 segundos de arco por año.
El miembro primario del sistema, componente A, es una estrella blanco-amarilla tipo F con una clasificación estelar de F9.5V. Tiene una edad estimada de 5.7 billones de años y gira con un periodo de rotación de 14,3 días. La estrella tiene un ciclo corto de actividad magnética que promedia alrededor de 3,5 años. Un segundo ciclo parece variar con el tiempo, que dura 13,7 años al inicio de las observaciones y luego disminuye a 8,6 años en un lapso de 34 años de medición. La estrella tiene 1,06 veces la masa solar y 1,10 veces el radio solar. Irradia 1,47 veces la luminosidad del Sol desde su fotosfera a una temperatura efectiva de 6,060 K.
El secundario componente B, es una estrella de magnitud 9.22 a una separación angular de 15.46″ de la estrella primaria, en una posición angular de 326°. Está clasificada como G5 y tiene el 74% de la masa solar. La pareja comparte un movimiento propio común a través del espacio con una separación proyectada de 360,6 UA.